# Finja Martens
Finja Martens (* 3. Dezember 1981 in Hamburg) ist eine deutsche Schauspielerin.

## Leben
Finja Martens besuchte von 1998 bis 2000 das Internat Hurtwood House (südlich von London), wo sie ihre A-Levels in Medienwissenschaft, Theater und Deutsch machte. Es folgte der Besuch des Rose Bruford Drama College in London, den sie 2003 mit einem Bachelor of Arts in Acting abschloss. Finja Martens hat eine jüngere Schwester (Nike Martens) sowie eine jüngere Halbschwester. Ihr Vater Thomas Martens ist der Gründer des Versicherungskonzerns Securvita Holding. 
Sie ist mit Sven Waasner verheiratet und wohnte mit ihm und ihren zwei Kindern zusammen in Forchheim. Im Juni 2022 wurde die Trennung des Paares bekannt.

## Fernsehkarriere
Im Jahr 2000 übernahm sie eine Rolle als Maren in der ZDF-Produktion Lebenslügen. Von 2003 bis 2004 spielte Finja Martens am Altonaer Theater in ihrer Heimatstadt Hamburg die Rolle der Vanessa in Das Fliegende Klassenzimmer nach Erich Kästner. Am 19. März 2004 übernahm sie die Rolle von Svenja Lindström in der Daily-Soap Unter uns auf RTL, welche sie am 26. August 2005 aufgab. Von 2006 bis 2007 war Finja Martens in der Fernsehserie Hinter Gittern – Der Frauenknast zu sehen, wo sie die Rolle der Sarah Reese spielte. Seit 2008 spielt sie in der ZDF-Fernsehserie Unser Mann im Süden die Rolle der Sekretärin Lilli Brenner. 2010 spielte sie in dem Melodram Millionäre küsst man nicht von Inga Lindström im ZDF die Lina Fredriksson. Im selben Jahr spielte sie in Wilsberg: Gefahr im Verzug die Rolle der Johanna Landau.